# Адірондак
Адірондак (англ. Adirondack Mountains, Adirondacks) — гірський хребет на північному сході штату Нью-Йорк. Іноді включається в гірську систему Аппалачів, хоча має інше геологічне походження.

## Назва
Слово адірондак, що описує корінні народи, що жили в горах Адірондак у Нью-Йорку, походить з мови могавків «ха-де-рон-да», що означає «їдаки дерев». Цю назву вживали ірокези як принизливий термін для груп алгонкін, які не займалися сільським господарством і тому іноді доводилося їсти кору дерев, щоб пережити суворі зими.

## Географія
Найвища точка — гора Марсі (1629 м). На півночі долиною річки Св. Лаврентія відділений від Лаврентійських гір, з якими має багато спільного геологічно і біологічно. На сході Адірондак межує з озерами Шамплейн і Джордж, які відокремлюють хребет від Зелених гір Вермонту. На заході і півдні — пагорби заввишки близько 450 м над рівнем моря.
Хребет складений переважно кристалічними породами. Схили покриті в основному змішаними і хвойними лісами.

## Галерея

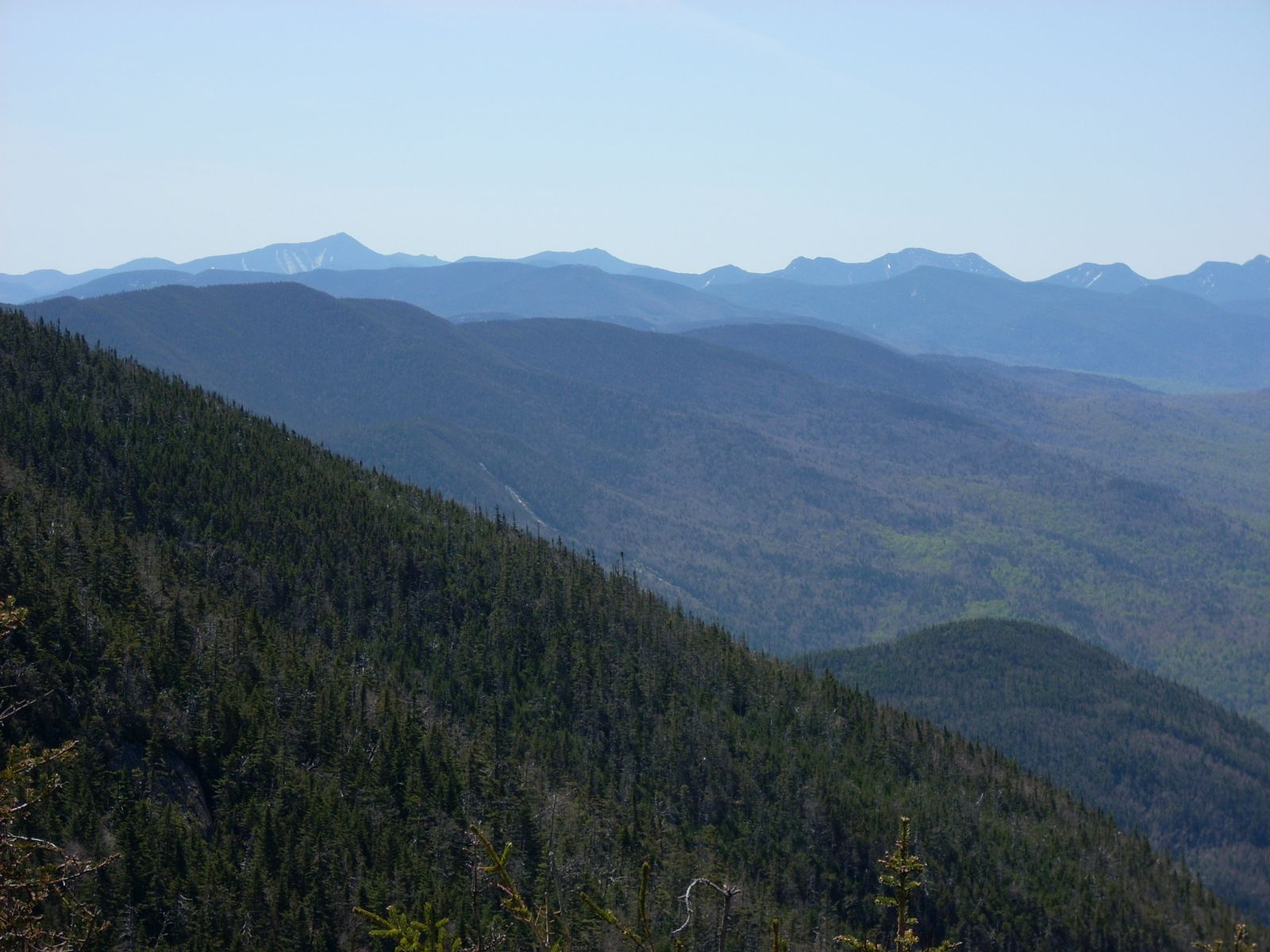
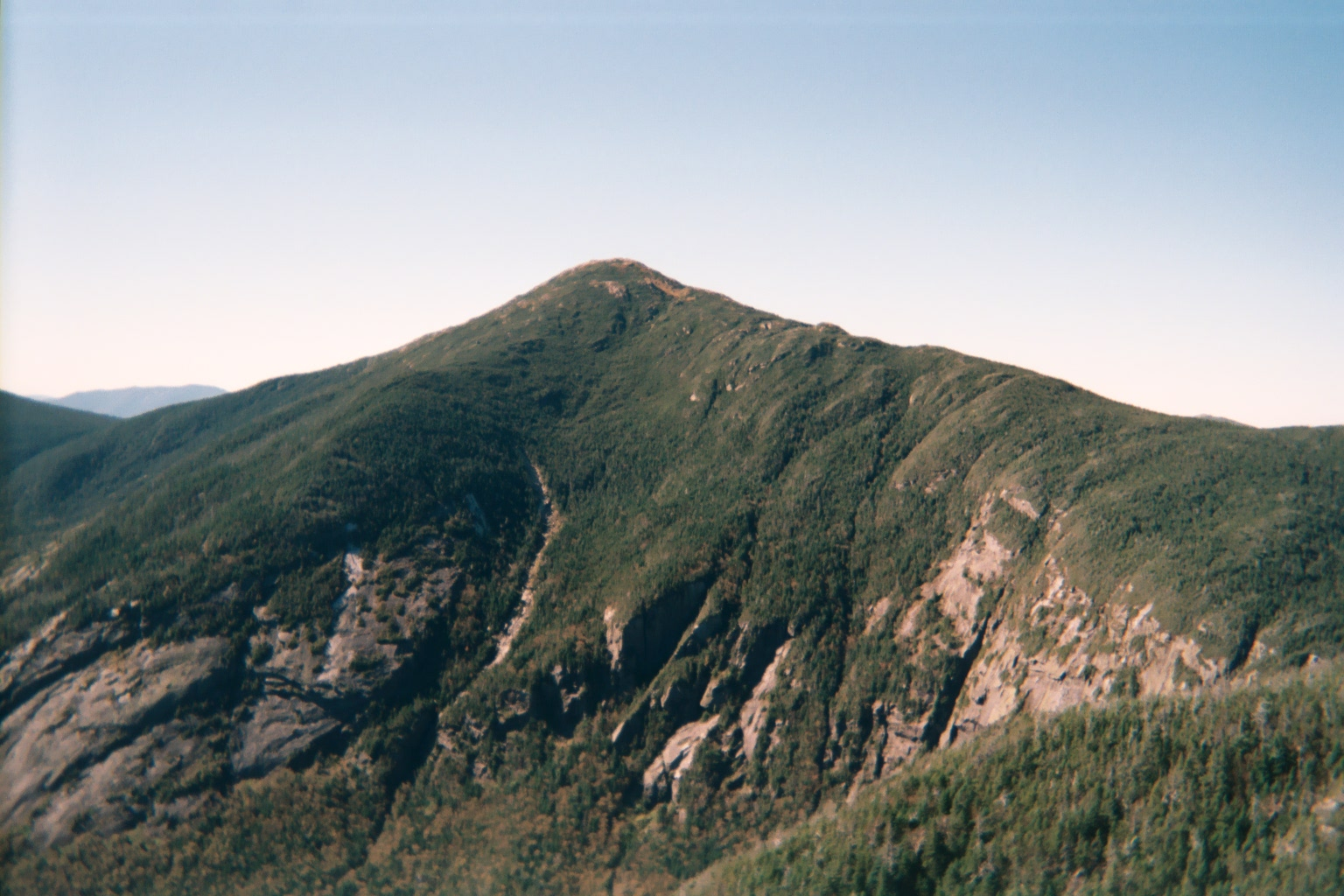
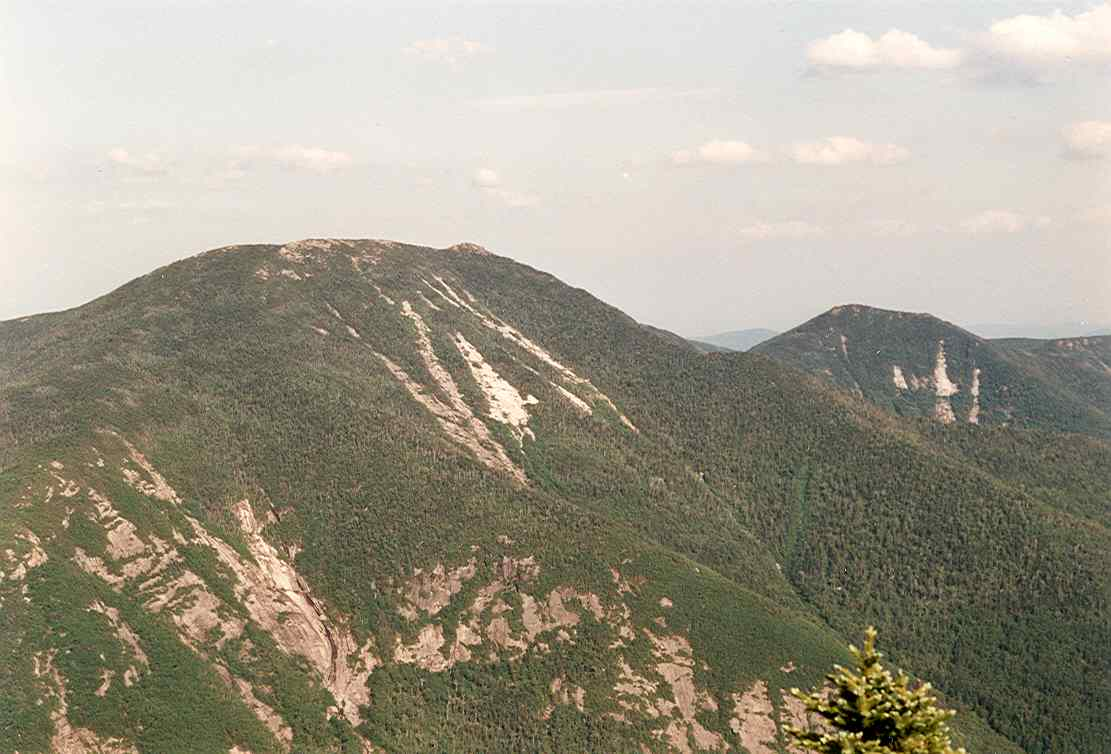
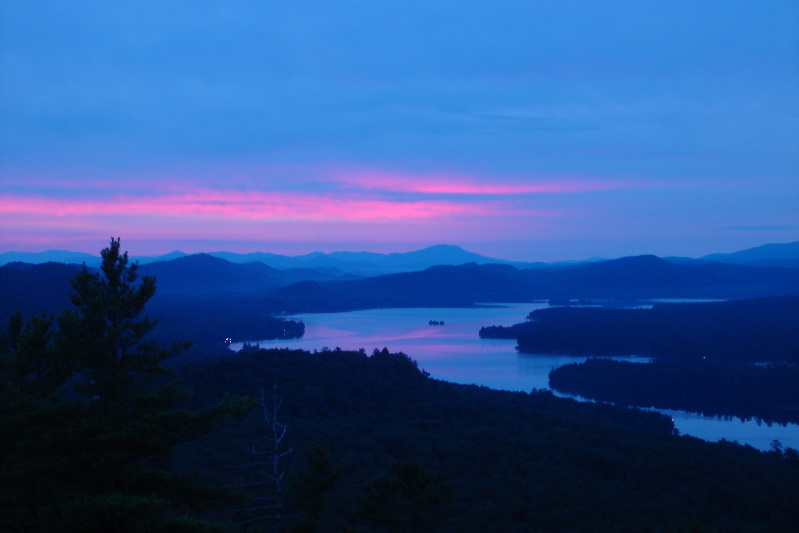